# Zacharias Göransson
Zacharias Göransson, född 10 juni 1823 i Ovansjö socken, död 30 maj 1881 i Stockholm, var en svensk pedagog. Han var far till Wilhelm Göransson.
Zacharias Göransson var son till bergsmannen Anders Göransson. Han blev 1843 student vid Uppsala universitet 1843 och 1851 filosofie doktor där. Han var 1846–1849 och 1850–1859 extralärare i Uppsala, blev 1859 lektor i filosofi och klassiska språk efter att ha disputerat med avhandlingen Om möjligheten af christlig philosophi. 1866 blev han rektor i Halmstad och 1870 lektor i grekiska och latin vid Stockholms gymnasium.
Som en tidig och framstående talesman för teoretisk vetenskaplig pedagogik, var Göransson medlem av kommittéer rörande språkundervisning 1865 och ämbetsexamen 1877. Han föreläste i teoretisk pedagogik i provåren från 1873 (manuskript å Norra latinläroverket), översatte och bearbetade Hendrik Kerns Grunddragen af pedagogiken (2 band, 1875–1877) samt utgav en skrift om läroverksundervisningens koncentration 1877.
Zacharias Göransson är begravd på Norra begravningsplatsen utanför Stockholm.